# ファンタスティックフォーチュンシリーズ
『ファンタスティックフォーチュンシリーズ』は、主人公を3人のキャラクターから自由に選択出来る、ファンタジー世界を舞台とした恋愛シミュレーションゲーム。乙女ゲームにも該当する。

## 概要
各作品で選べる主人公達は、外見も立場も性格も異なる。そのため、同じ人物を相手とする会話でも対応が変わり、特定の主人公でしか見られないエピソードや、同じ出来事を別視点で体験することによる印象の変化などが、固定主人公のソフトにはないマルチ視点ならではの味わいとなっている。また、選ばなかった主人公は友達として登場するが、彼女らと親愛を育める点も特徴である。
一方、育成自体が単調な作業になりがちで、主人公の個性が最初から確立されていることから、育成ゲームでありながら「主人公を自分好みに育てる」要素はほぼない。

## シリーズ作品
- ファンタスティックフォーチュン（Windows用）
1998年11月27日発売。富士通（直後にゲーム業界から撤退）。廃盤を受け、ファンの有志により再発売を求める署名運動が行われた。
- ファンタスティックフォーチュン（Windows用廉価版）
2000年8月25日。サイバーフロント。
- ファンタスティックフォーチュン（PlayStation用）
2001年5月21日。サイバーフロント。
- ファンタスティックフォーチュン2（PlayStation 2（PS2）用）
2003年6月26日。ジェネックス。
- ファンタスティックフォーチュン2 ☆☆☆（トリプルスター）（PS2用）
2005年3月3日。ジェネックス。
- ファンタスティックフォーチュン2 ☆☆☆（トリプルスター）（Windows用）
2005年12月22日。ジェネックス。
- ファンタスティックフォーチュン2☆☆☆（トリプルスター） BEST HIT セレクション（PS2用廉価版）
2007年9月27日。ジェネックス。